# Christopher Jacot
Christopher Jacot (ur. 30 czerwca 1979 w Calgary) – kanadyjski aktor.

## Życiorys
Jego debiut filmowy to rola w niskobudżetowym filmie fabularnym Short for Nothing z 1998 roku. Po rolach w programach telewizyjnych zagrał rolę w wysokobudżetowym amerykańskim filmie fabularnym Sztuka rozstania. Następne role to Alex Bellows w serialu telewizyjnym W świecie mitów i rola w szóstym sezonie filmu telewizyjnego Undressed emitowanego przez MTV. W 2003 zagrał z Donem Johnsonem w filmie Słowo honoru. Rok później otrzymał po raz pierwszy rolę pierwszoplanową w filmie Jazda na maksa.

## Filmografia
- Short for nothing (1998)
- Undressed sezon 6 (1999–2002)
- Życie do poprawki (Twice in a Lifetime, 1999–2001)
- Łowcy skarbów (Relic Hunter, 1999–2002)
- Sztuka rozstania (Get Over It, 2001)
- Degrassi: Nowe pokolenie (2001)
- W świcie mitów (2001)
- Pokolenie mutantów (2001–2004)
- Grzech naiwności (2002)
- Tagged: The Jonathan Wamback Story (2002)
- Życie ulicy (Street Time, 2002-2003)
- Słowo honoru (Word of Honor, 2003)
- Rescue Heroes: The Movie (2003)
- Battlestar Galactica (2004–2008)
- Jazda na maksa (Going the Distance, 2004)
- Hellraiser: Hellworld.com (2005)
- Zabójca jest w domu (A Killer Upstairs, 2005)
- Uczeń Merlina (Merlin's Apprentice, 2006)
- Boot Camp (2007)
- Battle in Seattle (2007)
- Iskry miłości (When Sparks Fly, 2014); film TV